# Les Nains
Pour les articles homonymes, voir Nains.
Les Nains (titre original : Die Zwerge) est une série de romans écrite par l'allemand Markus Heitz dès 2003. La série est surtout connue en Allemagne, où elle a fait de son auteur l'un des plus populaires du pays. La série est en cours d’adaptation au cinéma, un jeu vidéo est aussi prévu pour l'année 2016 sur PS4, Xbox One et PC.

## Résumé
Le Pays Sûr est une vaste contrée habitée par les Humains, les Elfes et les Nains. Ces derniers restent entre eux, dans leurs clans (familles) respectifs, et vivent dans la ceinture de montagnes qui borde le Pays Sûr afin de le protéger et prévenir toute menace venant de l'extérieur. Après des siècles d'échec, les créatures du dieu du mal, Tion, venus de l'Outre Pays, ayant exterminé les nains de la cinquième maison et pris le contrôle des portes septentrionales, menacent d'envahir le royaume. Le nain Tungdil Bolofar a été recueilli par le mage Lot-Ionan durant son enfance et n'a jamais rencontré d'autre nain de sa vie. Lors d'une mission confiée par le mage, il va croiser le chemin de deux nains, Boïndil et Boëndal, deux jumeaux de la Seconde maison, qui s’avéreront être envoyé par le Grand Roi des nains. Tungdil apprend qu'il est attendu par l'ensemble des maisons naines pour disputer le titre de Grand Roi. Ne connaissant ses semblables qu'au travers des nombreux livres qu'il a lus, c'est aux jumeaux de le former à la culture Naine. Les aventures de Tungdil commencent.

## Tomes
1. Les Nains - L'Intégrale, Bragelonne, 2010 ((de) Die Zwerge, 2003), trad. Yannick Van Belleghem, 576 p.  (ISBN 978-2-352-94419-5)
  1. Le Passage de pierre, Milady, 2008, trad. Yannick Van Belleghem, 401 p.  (ISBN 978-2-81120-001-5)
  2. Lame de feu, Milady, 2008, trad. Yannick Van Belleghem, 414 p.  (ISBN 978-2-811200-30-5)
2. La Guerre des nains - L'Intégrale, Bragelonne, 2011 ((de) Der Krieg der Zwerge, 2004), trad. Joël Falcoz et Yannick Van Belleghem, 600 p.  (ISBN 978-2-35294-483-6)
  1. Le Secret de l'eau noire, Milady, 2009, trad. Joël Falcoz, 384 p.  (ISBN 978-2-81120-079-4)
  2. Les Êtres de feu, Milady, 2009, trad. Joël Falcoz et Yannick Van Belleghem, 384 p.  (ISBN 978-2-8112-0126-5)
3. La Revanche des nains - L'Intégrale, Bragelonne, 2012 ((de) Die Rache der Zwerge, 2005), trad. Joël Falcoz, 648 p.  (ISBN 978-2-35294-614-4)
  1. Le Diamant de discorde, Milady, 2010, trad. Joël Falcoz, 381 p.  (ISBN 978-2-8112-0294-1)
  2. L'Étoile de l'expiation, Milady, 2010, trad. Joël Falcoz, 355 p.  (ISBN 978-2-8112-0356-6)
4. Le Destin des nains - L'Intégrale, Bragelonne, 2013 ((de) Das Schicksal der Zwerge, 2008), trad. Joël Falcoz, 504 p.  (ISBN 978-2-35294-687-8)
  1. Le Gouffre noir, Bragelonne, 2011, trad. Joël Falcoz, 336 p.  (ISBN 978-2-35294-470-6)
  2. Le Mage maudit, Bragelonne, 2011, trad. Joël Falcoz, 336 p.  (ISBN 978-2-35294-474-4)
5. Le Triomphe des nains - L'Intégrale, Bragelonne, 2018 ((de) Der Triumph der Zwerge, 2015), trad. Joël Falcoz, 571 p.  (ISBN 979-1028106737)
  1. L'Enfant perdue, Bragelonne, 2016, trad. Joël Falcoz, 336 p.  (ISBN 979-10-281-0115-2)
  2. La Prophétie elfique, Bragelonne, 2017, trad. Joël Falcoz, 333 p.  (ISBN 979-10-281-1197-7)
6. Le Retour des nains ((de) Die Rückkehr der Zwerge)
  1. Le Saphir des mers, Bragelonne, 2023 ((de) Die Rückkehr der Zwerge – Teil 1, 2021), trad. Joël Falcoz, 408 p.  (ISBN 979-10-281-2089-4)
  2. Les Dragons d'airain, Bragelonne, 2024 ((de) Die Rückkehr der Zwerge – Teil 2, 2021), trad. Joël Falcoz, 348 p.  (ISBN 979-10-281-1333-9)
7. (de) Das Herz der Zwerge
  1. (de) Das Herz der Zwerge – Teil 1, 2022
  2. (de) Das Herz der Zwerge – Teil 2, 2022